# Liliane Maury Pasquier
Liliane Maury Pasquier (Ginebra, 16 de diciembre de 1956) es una política suiza miembro del Partido Socialista Suizo, diputada al Consejo de los Estados y presidenta de la Asamblea Parlamentaria del Consejo de Europa desde junio de 2018.

## Biografía
Matrona de profesión, fue concejala en Veyrier de 1983 a 1992 y posteriormente diputada en el gran Consejo del Cantón de Ginebra de 1993 a 1996.
Elegida diputada del Consejo nacional de 1995 a 2007, presidió este último entre el 26 de noviembre de 2001 y el 25 de noviembre de 2002. Efectúó entonces una visita oficial a Sudáfrica y aprovechó su presidencia para intervenir en favor de las mujeres nigérianas amenazadas de lapidación.
El 21 de octubre de 2007, fue elegida al Consejo de los Estados siendo cabeza de lista junto al consejero de Estado Robert Cramer, en sustitución de Christiane Brunner. El 23 de octubre de 2011, volvió a ser elegida al Consejo de los Estados y en las elecciones federales de octubre de 2015, el tándem con Robert Cramer fue reelegido para un tercer mandato. Preguntada por el periodista Jérémy Seydoux en febrero de 2017, no excluyó volverse a presentar para un cuarto mandato, en 2019 sin embargo en septiembre de 2018, anunció que no se volvería a presentar para volcarse en su función de presidenta de la Asamblea parlamentaria del Consejo de Europa.
Desde final 2013, es presidenta de la Comisión de la seguridad social y de salud pública del Consejo de los Estados. Es también miembro de la Comisión de política exterior y de la Comisión de ciencia, educación y de la cultura. Igualmente forma parte de dos delegaciones de las que ha sido presidenta: la Delegación para las relaciones con el Parlamento francés (presidencia de 2009 a 2011) y la Delegación con el Consejo de Europa (presidencia de 2011 a 2014).
Se convirtió en presidenta de la Asamblea parlamentaria del Consejo de Europa en junio de 2018 en sustitución de Michele Nicoletti, que dimitió a causa de su no reelección como diputado en Italia .

## Campaña #NoenmiParlamento
Con el objetivo de desterrar el acoso sexual y la discriminación de todos los Parlamentos en enero de 2019 lanzó una campaña en la Cámara europea con la etiqueta #NotInMyParliament (es: #NoenmiParlamento), contra el sexismo, el acoso y la violencia contra las mujeres tras un estudio llevado a cabo en las cámaras de los 47 Estados miembros de la APCE que señala que el 80 % de las mujeres que trabajan en el parlamento, sean o no políticas, han sufrido acoso sexual en su vida laboral.
El 22 de enero de 2024, el griego Theodoros Rousopoulos sucedió a Liliane Maury en el cargo.